# هیوز اچ-۱ مسابقه‌ای

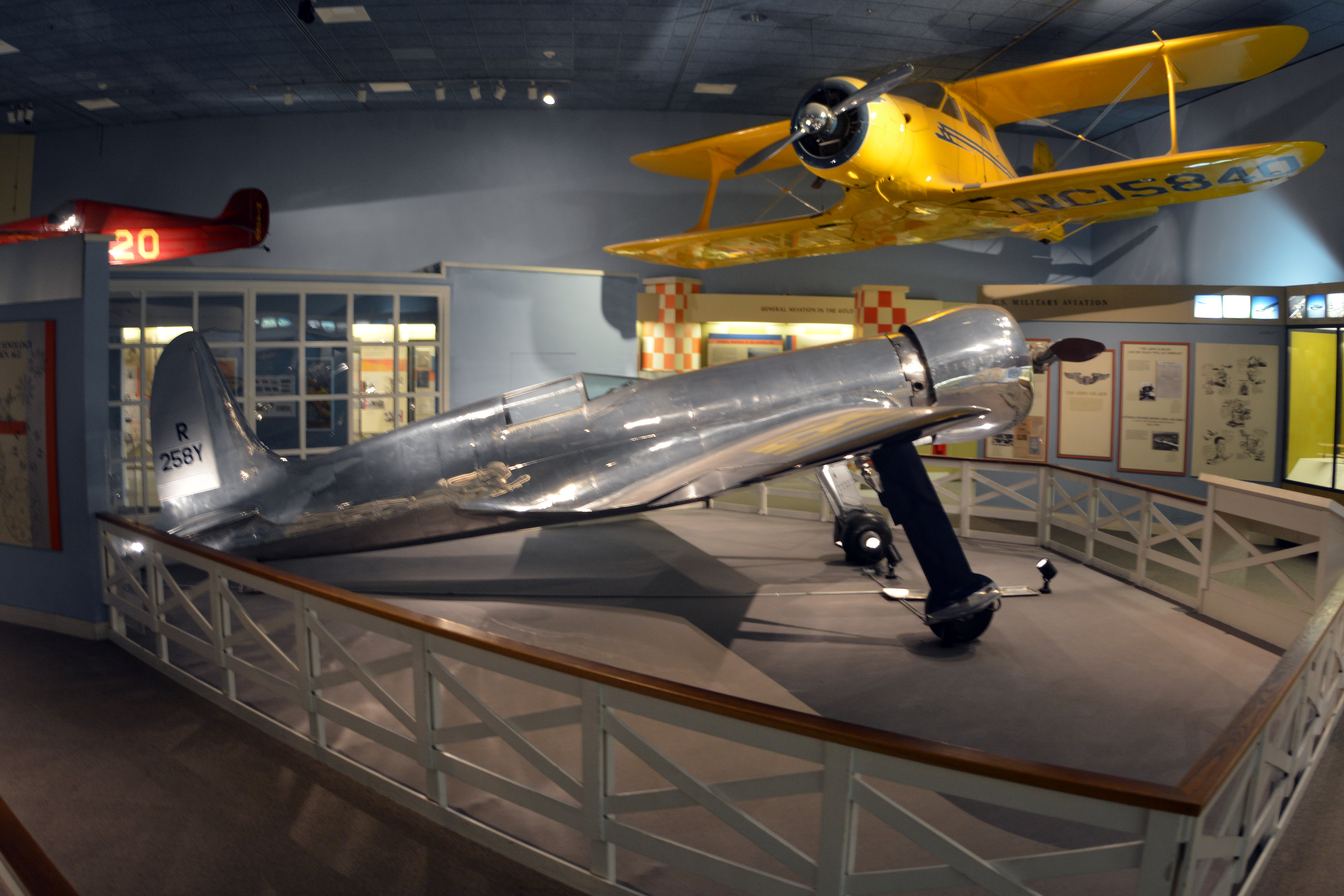
عکس هواپیمای مسابقه ای هویز اچ-1

هیوز اچ-۱ مسابقه (انگلیسی: Hughes H-1 Racer) یک هواپیمای مسابقه هوایی ساخت شرکت هواپیماسازی هیوز در سال ۱۹۳۵ است. هواپیمای فوق یک رکورد جهانی سرعت هوایی و یک رکورد بین قاره ای را در سراسر ایالات متحده بدست آورد. هواپیمای اچ-۱ آخرین هواپیمای ساخته شده توسط شرکتی با مالکیت فردی بود که رکورد سرعت جهانی ثبت می‌کرد.